# BRM P57
Chronologie des modèles (1962)
BRM P48/57 BRM P61
La BRM P57 est une monoplace de Formule 1 engagée par l'écurie britannique British Racing Motors au cours des saisons 1962 et 1963. Elle apparaît encore en course les deux années suivantes, au sein d'écuries privées. 

## Historique
Apparue lors des essais du Grand Prix d'Italie 1961, la P57 est conçue par l'ingénieur britannique Tony Rudd, directeur technique de BRM. C'est la première monoplace de la marque à utiliser le nouveau moteur V8 1 500 cm3 élaboré sous la direction de Peter Berthon. 
Les premiers tours de roues, aux mains de Graham Hill, permettent de mettre en évidence les qualités de la voiture mais une fuite d'huile et quelques soucis d'allumage incitent l'équipe à ajourner ses débuts et à terminer la saison avec la P48/57 à moteur Coventry Climax, jugée plus fiable. Les véritables débuts en course de la P57 ont lieu à l'occasion du Grand Prix de Bruxelles, hors championnat, le 1er avril 1962. La voiture s'avère d'emblée très compétitive, Graham Hill remportant la première des trois manches ; poussé pour redémarrer au départ de la seconde manche, Hill est cependant disqualifié. L'équipe n'avait engagé qu'une seule monoplace, la seconde P57 ayant pris feu lors d'une séance d'essais privés sur un aéroport, alors que Richie Ginther était au volant. 
Mi-avril, Hill termine second du Lombank Trophy, à Snetterton, derrière la Lotus de Jim Clark, avant de s'imposer une semaine plus tard au Glover Trophy, à Goodwood, donnant à la P57 sa première victoire. Malchanceux à Aintree, Hill s'impose à nouveau lors du BRDC International Trophy, à Silverstone, toujours hors championnat. 
Une semaine plus tard, la P57 effectue des débuts victorieux en championnat du monde, Hill remportant brillamment le Grand Prix des Pays-Bas. C'est le début d'une marche triomphale pour le Britannique, qui s'impose à trois autres reprises et s'adjuge le titre mondial 1962. 
Pour 1963, Tony Rudd envisage la réalisation d'une monoplace monocoque mais le retard pris dans son développement force l'équipe à utiliser à nouveau la P57 toute la saison. Vainqueur de deux Grands Prix, Hill finit second du championnat derrière Clark, alors que sur la deuxième voiture, Ginther, abonné aux places d'honneur, termine à égalité de points avec son coéquipier. Les monoplaces d'usine sont ensuite vendues à des pilotes ou écuries privées et apparaissent régulièrement sur les circuits les deux saisons suivantes.